# Wilhelm, Duce de Brunswick-Lüneburg
Wilhelm (4 iulie 1535 – 20 august 1592), numit Wilhelm cel Tînăr (germană Wilhelm der Jüngere), a fost Duce de Brunswick-Lüneburg și Prinț de Lüneburg din 1559 până la moartea sa. Până în 1569 el a domnit împreună cu fratele său, Henric de Dannenberg.
El a fost fiul lui Ernest I, Duce de Brunswick-Lüneburg. La 12 octombrie 1561 el s-a căsătorit cu Dorothea a Danemarcei (1546-1617), fiica regelui Christian al III-lea al Danemarcei.
În anul 1582, Wilhelm a început să sufere de crize de nebunie. Aceste crize au provocat-o pe soția lui să fugă în 1584 pentru propria ei siguranță. După decesul lui, soția sa a devenit regentă pentru fiul lor, Georg.

## Copii care au atins vârsta adultă
- Sophie de Brunswick-Lüneburg (30 octombrie 1563 – 1639); s-a căsătorit cu Georg Frederic, Margraf de Brandenburg-Ansbach.
- Ernest al II-lea, Duce de Brunswick-Lüneburg (31 decembrie 1564 – 2 martie 1611); Prinț de Lüneburg în perioada 1592–1611.
- Elisabeta de Brunswick-Lüneburg (19 octombrie 1565 – 17 iulie 1621); s-a căsătorit cu Frederic, Conte de Hohenlohe-Langenburg.
- Christian, Duce de Brunswick-Lüneburg (19 noiembrie 1566 – 8 noiembrie 1633); Prinț de Lüneburg în perioada 1611–1633.
- Augustus I, Duce de Brunswick-Lüneburg (18 noiembrie 1568 – 1 octombrie 1636); Prinț de Lüneburg în perioada 1633–1636.
- Dorothea de Brunswick-Lüneburg (1 ianuarie 1570 – 15 august 1649); s-a căsătorit cu Karl I, Conte Palatin de Zweibrücken-Birkenfeld.
- Clara de Brunswick-Lüneburg (16 ianuarie 1571 – 18 iulie 1658); s-a căsătorit cu Wilhelm, Conte de Schwarzburg-Blankenburg.
- Anne Ursula de Brunswick-Lüneburg (22 martie 1572 – 5 februarie 1601)
- Margareta de Brunswick-Lüneburg (6 aprilie 1573 – 7 august 1643); s-a căsătorit cu Johann Casimir, Duce de Saxa-Coburg.
- Frederic al IV-lea, Duce de Brunswick-Lüneburg (28 august 1574 – 10 decembrie 1648); Prinț de Lüneburg în perioada 1636–1648.
- Maria de Brunswick-Lüneburg (21 octombrie 1575 – 8 august 1610)
- Magnus de Brunswick-Lüneburg (30 august 1577 – 10 februarie 1632)
- Georg, Duce de Brunswick-Lüneburg (17 februarie 1582 – 12 aprilie 1641); Prinț de Calenberg în perioada 1635–1641
- Johann de Brunswick-Lüneburg (23 iunie 1583 – 27 noiembrie 1628)
- Sybille de Brunswick-Lüneburg (3 iunie 1584 – 5 august 1652); s-a căsătorit cu Julius Ernest, Duce de Brunswick-Lüneburg.